# فيلق منصوري 203
فيلق منصوري 203 هو أحد الفيالق الثمانية في جيش الإمارة الإسلامية الذي تأسس في أكتوبر 2021 ومقره في غرديز. رئيس الأركان الحالي هو مولوي حزب الله أفغان. في ديسمبر 2021، تخرج 450 جنديًا بعد إكمال التدريب العسكري من مقر فيلق منصوري 203 في ولاية بكتيا. يضم الفيلق اللواء الحدودي الثاني والثالث، ويتكون كل منهما من مئات أفراد الأمن.
كان الفيلق الذي حل محله في عهد جمهورية أفغانستان الإسلامية يُعرف باسم فيلق "تاندار" 203 وكان جزءًا من الجيش الوطني الأفغاني.

## هيئة القيادة
| رؤساء الأركان        | رؤساء الأركان               | رؤساء الأركان | رؤساء الأركان |
| رئيس الأركان         | الفترة                      | ملحوظات       | المراجع       |
| -------------------- | --------------------------- | ------------- | ------------- |
| أحمد الله مبارك      | 4 أكتوبر 2021 – 4 مارس 2022 |               | [ 4 ]         |
| مولوي حزب الله أفغان | 4 مارس 2022 – حتى الآن      |               | [ 5 ]         |
| القادة               |                             |               |               |
| قائد                 | الفترة                      | ملحوظات       | المراجع       |
| قاري محمد أيوب خالد  | 4 أكتوبر 2021 – حتى الآن    |               | [ 4 ]         |
| نواب القادة          |                             |               |               |
| نائب القائد          | لبفترة                      | ملحوظات       | المراجع       |
| روح الأمين           | 4 أكتوبر 2021 – حتى الآن    |               | [ 4 ]         |

## فيلق تاندار 203 حتى عام 2021
كان فيلق "تاندار" (الرعد) رقم 203 فيلقًا تابعًا للجيش الوطني الأفغاني، ومقره في غرديز. وشارك بشكل كبير في الحرب في أفغانستان (2001-2021).
تولى اللواء عبد الخالق، قائد الفيلق، القيادة العملياتية لعملية مايواند في منطقة أندار، بولاية غزني، وهي معقل لطالبان، في يوليو 2007. شارك في أول مهمة واسعة النطاق خططت لها ونفذتها القوات الجوية الوطنية. وشارك في مناورات مايواند أكثر من 1000 جندي أفغاني و400 جندي أمريكي.
كان الفيلق مدعومًا من سرب الدعم الإقليمي غارديز التابع للقوات الجوية الأفغانية، والمجهز بثمانية طائرات هليكوبتر: أربع طائرات نقل لدعم كتيبة الكوماندوز التابعة للفيلق؛ واثنتان هجوميتان؛ واثنتان للنقل الطبي.